# Abies ziyuanensis
Abies ziyuanensis es una especie de conífera perteneciente a la familia Pinaceae. Es endémico de China donde se encuentra en Guangxi en Ziyuan Xian, Yinzhulao Shan, a una altitud de 1650-1700 metros.

## Descripción
Es un árbol en peligro de extinción, del cual existen muy pocos ejemplares. Tienen piñas cilíndricas con semillas, son de color verde, marrón o marrón oscuro.

## Taxonomía
Abies ziyuanensis fue descrita por L.K.Fu & S.L.Mo y publicado en Acta Phytotaxonomica Sinica 18(2): 208–210, pl. 2. 1980.
Etimología
Abies: nombre genérico que viene del nombre latino de Abies alba.
ziyuanensis: epíteto geográfico que alude a su localización en Ziyuan Xian.
Sinonimia
- Abies beshanzuensis var. ziyuanensis (L.K.Fu & S.L.Mo) L.K.Fu & Nan Li
- Abies dayuanensis Q.X.Liu
- Abies fabri subsp. dayuanensis (Q.X.Liu) Silba
- Abies fabri subsp. ziyuanensis (L.K.Fu & S.L.Mo) Silba
- Abies fabri var. ziyuanensis (L.K.Fu & S.L.Mo) Silba[4][5]